# Galeandra stangeana
Galeandra stangeana là một loài phong lan.

## Hình ảnh

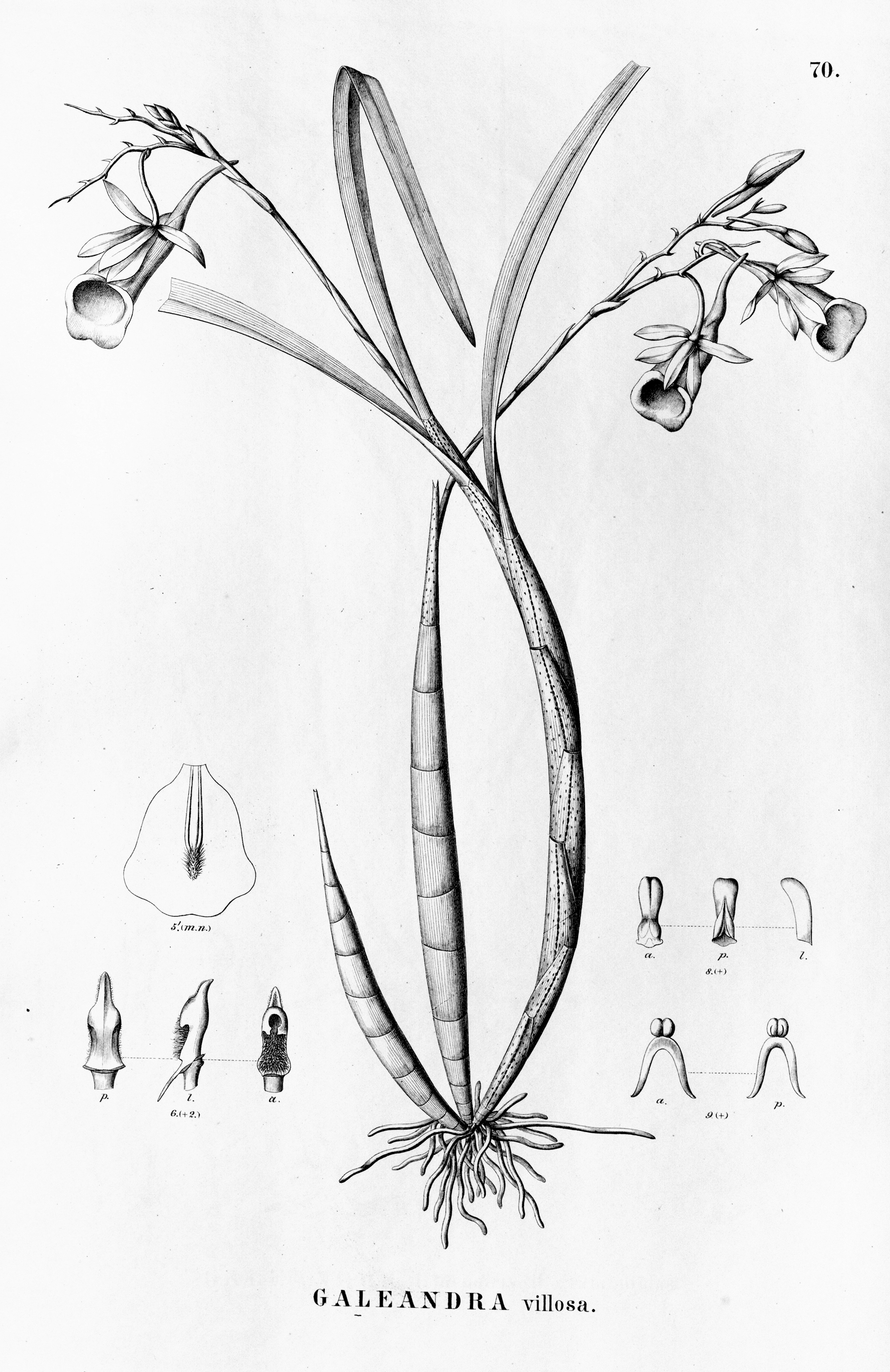
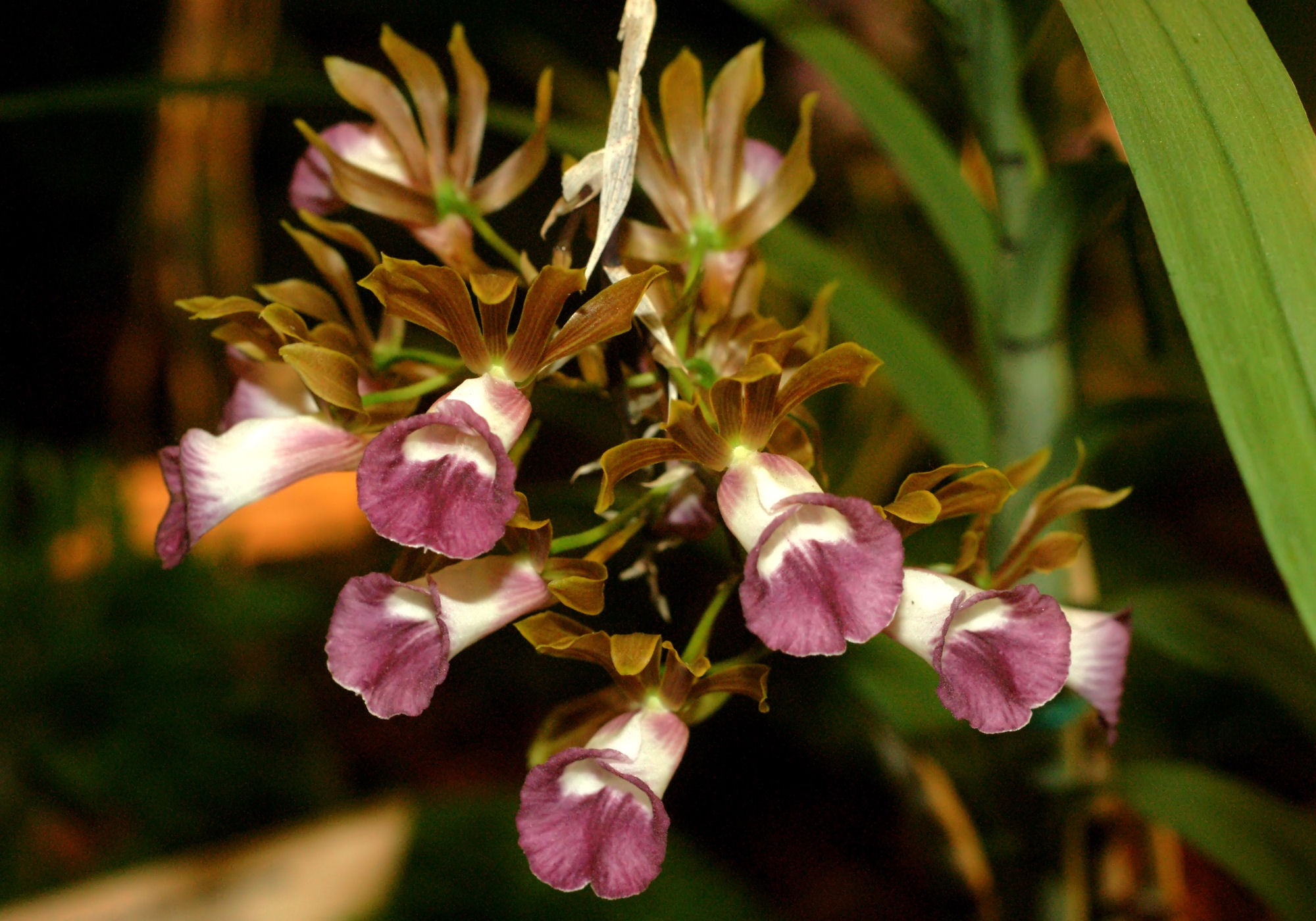
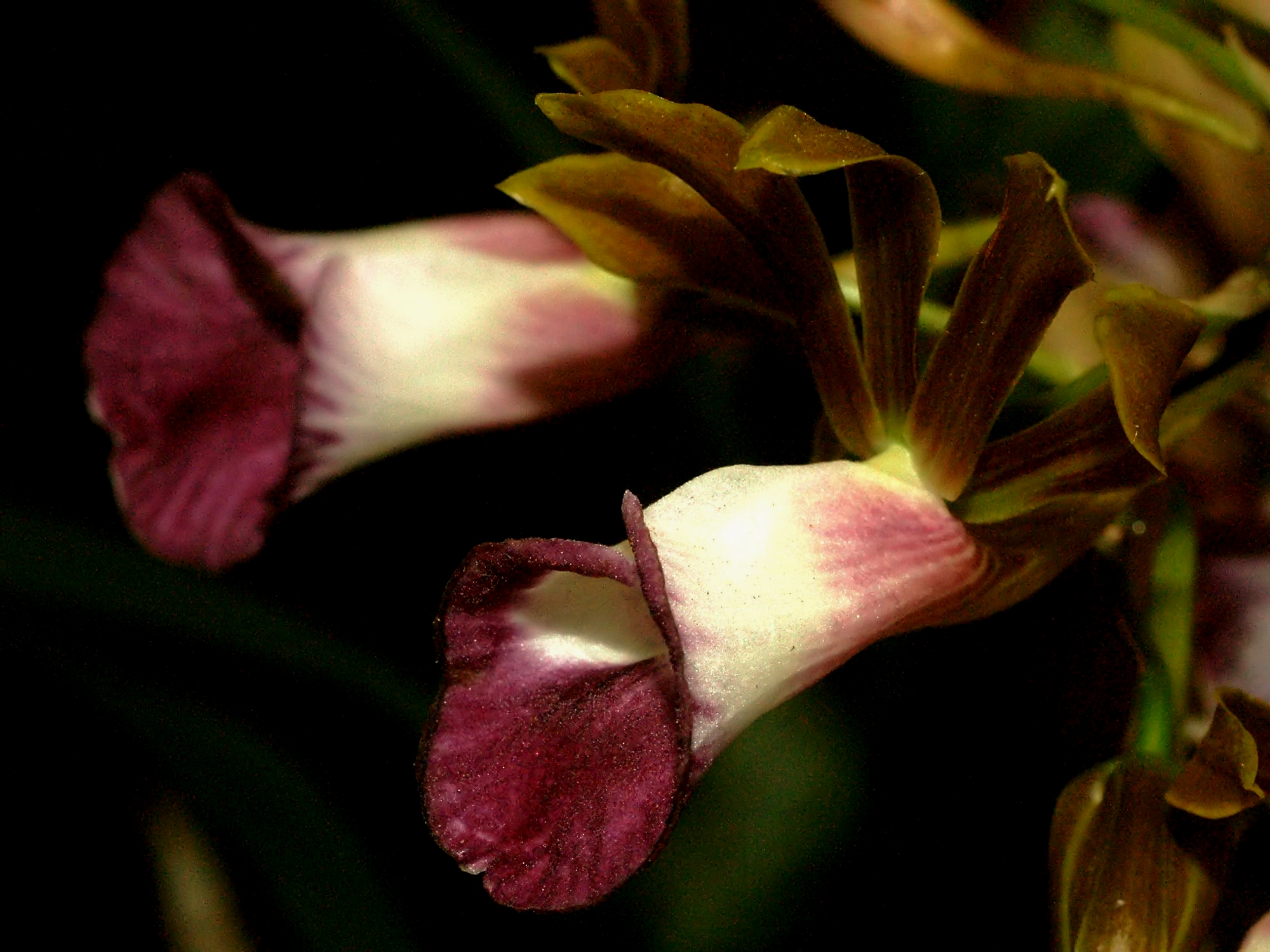
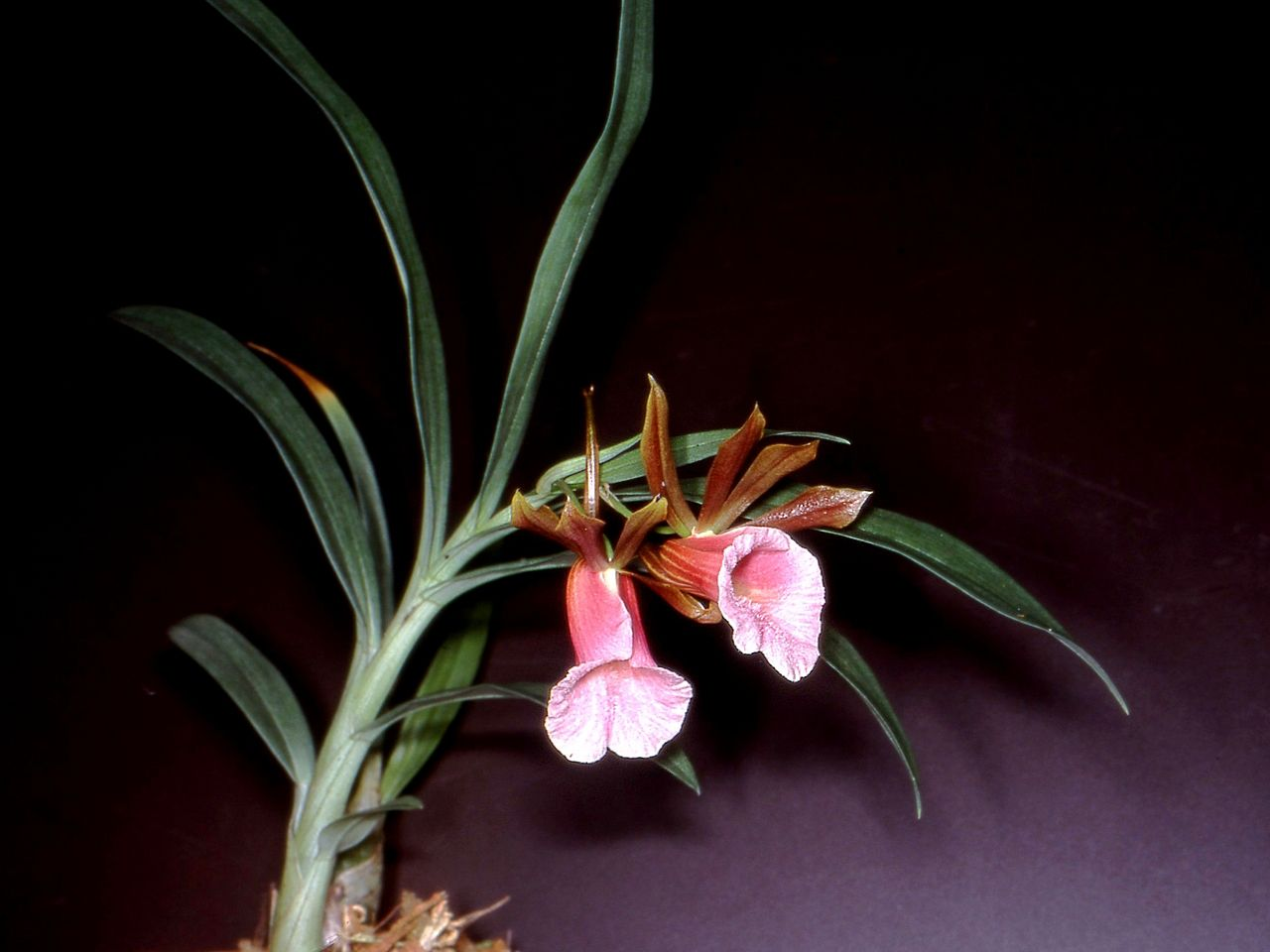